# ChievoVerona Women FM 2024-2025
Questa voce raccoglie le informazioni riguardanti il ChievoVerona Women FM nelle competizioni ufficiali della stagione 2024-2025.

## Divise e sponsor
Lo schema adottato ripropone l'abbinamento giallo e blu, con opposta combinazione per la tenuta casalinga e da trasferta, abbinata al simbolo del ponte Pietra, grafica riprodotta anche nel nuovo logo. Lo sponsor tecnico e fornitore dell'abbigliamento sportivo è Givova mentre lo sponsor principale è Harley&Dikkinson.
| Casa | Trasferta | 3ª tenuta casa | 3ª tenuta trasf. |

## Organigramma societario
Organigramma tratto dal sito ufficiale della società, aggiornato al 13 aprile 2025.
Area amministrativa
- Presidente: Alice Bianchini
- Segretario: Francesco De Giorgio
- Direttore generale: Bruno Bruno
- Direttore sportivo: Simone Lelli

Area tecnica
- Allenatore: Fabio Ulderici
- Allenatore in seconda: Massimo Carli
- Allenatore dei portieri: Lorenzo Maddaloni
- Preparatore atletico:Edoardo Romano
- Fisioterapista: Zeno Girelli
- Team Manager: Giuditta Schiavo

### Rosa
Rosa, ruoli e numeri di maglia come da sito ufficiale.
| N. |                     | Ruolo | Calciatrice        |
| -- | ------------------- | ----- | ------------------ |
| 2  | Italia (bandiera)   | D     | Nicole Micciarelli |
| 3  | Italia (bandiera)   | D     | Federica Veritti   |
| 4  | Italia (bandiera)   | C     | Claudia Saggion    |
| 5  | Svizzera (bandiera) | D     | Sara Tonelli       |
| 6  | Slovenia (bandiera) | C     | Sara Ketiš         |
| 7  | Italia (bandiera)   | D     | Marta Filippo      |
| 8  | Italia (bandiera)   | C     | Cristina Merli     |
| 9  | Italia (bandiera)   | A     | Serena Landa       |
| 11 | Italia (bandiera)   | A     | Martina Sechi      |
| 12 | Italia (bandiera)   | D     | Fernanda Fernandez |
| 13 | Italia (bandiera)   | D     | Martina Pizzolato  |
| 15 | Italia (bandiera)   | C     | Martina Montemezzo |

| N. |                   | Ruolo | Calciatrice       |
| -- | ----------------- | ----- | ----------------- |
| 17 | Italia (bandiera) | A     | Alice Begal       |
| 18 | Italia (bandiera) | A     | Roberta Picchi    |
| 20 | Italia (bandiera) | A     | Cecilia Cavallin  |
| 21 | Italia (bandiera) | C     | Ilaria Gattuso    |
| 23 | Italia (bandiera) | P     | Cecilia Capecchi  |
| 25 | Italia (bandiera) | D     | Valentina Romano  |
| 27 | Italia (bandiera) | D     | Laura Perin       |
| 31 | Italia (bandiera) | D     | Elena Crespi      |
| 43 | Italia (bandiera) | A     | Arianna Marengoni |
| 44 | Italia (bandiera) | A     | Bianca Bardin     |
| 93 | Italia (bandiera) | P     | Verena Beka       |

## Calciomercato

### Sessione estiva
| Acquisti | Acquisti           | Acquisti          | Acquisti |
| R.       | Nome               | da                | Modalità |
| -------- | ------------------ | ----------------- | -------- |
| P        | Cecilia Capecchi   | Catania           | [ 5 ]    |
| P        | Valentina Soggiu   | Roma              | prestito |
| D        | Fernanda Fernandez | Genoa             | [ 7 ]    |
| D        | Marta Filippo      | Atletico Oristano |          |
| D        | Aurora Pantano     | Parma             | [ 8 ]    |
| D        | Federica Veritti   | Napoli            | [ 9 ]    |
| C        | Ilaria Gattuso     | Catania           | [ 10 ]   |
| C        | Laura Perin        | Parma             | [ 11 ]   |
| A        | Bianca Bardin      | Cadore            | [ 12 ]   |

| Cessioni | Cessioni         | Cessioni     | Cessioni |
| R.       | Nome             | a            | Modalità |
| -------- | ---------------- | ------------ | -------- |
| P        | Sara Polonio     | Venezia 1985 |          |
| D        | Chiara Barro     | Verona       |          |
| D        | Valentina Congia | San Marino   |          |
| D        | Deborah Pasquali | Pro Sesto    |          |
| D        | Sofia Rosolen    | Verona       |          |
| C        | Kiara Bercelli   | Sampdoria    | [ 13 ]   |
| C        | Antonia Peddio   | Orobica      |          |
| C        | Emma Trevisan    | Villorba     |          |
| A        | Angelica Poli    | Freedom      |          |
| A        | Sofia Zannini    | Venezia      |          |

### Sessione invernale
| Acquisti | Acquisti          | Acquisti        | Acquisti  |
| R.       | Nome              | da              | Modalità  |
| -------- | ----------------- | --------------- | --------- |
| D        | Martina Pizzolato | ChievoVerona FM | prestito' |
| A        | Cecilia Cavallin  | ChievoVerona FM | prestito  |
| A        | Martina Sechi     | Fiorentina      | prestito  |

| Cessioni | Cessioni          | Cessioni | Cessioni      |
| R.       | Nome              | a        | Modalità      |
| -------- | ----------------- | -------- | ------------- |
| P        | Valentina Soggiu  | Roma     | fine prestito |
| D        | Aurora Pantano    | Villorba |               |
| D        | Martina Pizzolato | Juventus | [ 14 ]        |
| A        | Cecilia Cavallin  | Juventus | [ 14 ]        |

## Risultati

### Serie B

#### Girone di andata
| Arbitro: | Toselli (Gradisca d'Isonzo) |

|                                                  |           |  |
| Picchi 18’, 26’, 46’, 50’ Perin 78’ Cavallin 87’ | Marcatori |  |

| Arbitro: | Rossini (Torino) |

|           |           |  |
| Lopez 81’ | Marcatori |  |

| Arbitro: | Radovanovic (Maniago) |

|                     |           |                |
| Perin 66’ Merli 83’ | Marcatori | 90+5’ Di Luzio |

| Arbitro: | Pani (Sassari) |

|                |           |  |
| Iannazzo 90+4’ | Marcatori |  |

| Arbitro: | Rashed (Imola) |

|          |           |                     |
| Landa 3’ | Marcatori | 24’ Pinna 75’ Ghisi |

| Arbitro: | Giordani (Aprilia) |

|                             |           |            |
| Bonetti 23’, 75’ Pirone 53’ | Marcatori | 87’ Picchi |

| Arbitro: | Copelli (Mantova) |

|  |           |                                        |
|  | Marcatori | 40’, 59’ Cavallin 57’ Picchi 79’ Begal |

| Arbitro: | Puntel (Tolmezzo) |

|                                   |           |                                          |
| Cuschieri 24’ (aut.) Cavallin 75’ | Marcatori | 9’, 30’, 58’ Acuti 34’ Ferrato 46’ Bargi |

| Arbitro: | Travaini (Busto Arsizio) |

|  |           |                         |
|  | Marcatori | 43’ Cavallin 84’ Picchi |

| Arbitro: | Borghi (Modena) |

|                           |           |  |
| Landa 43’, 70’ Picchi 59’ | Marcatori |  |

| Arbitro: | Aronne (Roma 1) |

|             |           |                          |
| Blasoni 33’ | Marcatori | 6’, 11’ Merli 85’ Picchi |

| Arbitro: | Zini (Udine) |

|                          |           |  |
| Picchi 23’ Pizzolato 85’ | Marcatori |  |

| Arbitro: | Pascali (Pistoia) |

|  |           |                           |
|  | Marcatori | 28’ Fernandez 79’ Tonelli |

| Arbitro: | Zini (Udine) |

|                                |           |                         |
| Picchi 18’ Sechi 22’ Perin 67’ | Marcatori | 1’ Bernardi 70’ Peretti |

| Arbitro: | Cerqua (Trieste) |

|                          |           |           |
| Magri 39’ Sobal 55’, 82’ | Marcatori | 15’ Ketiš |

#### Girone di ritorno
| Arbitro: | Gargano (Bologna) |

|                                         |           |                     |
| Alborghetti 32’ Uzqueda 71’ Lazzari 88’ | Marcatori | 63’ Begal 86’ Sechi |

| Arbitro: | Rashed (Imola) |

|                                                  |           |               |
| Picchi 14’, 63’ Begal 34’ Sechi 51’ Cavallin 61’ | Marcatori | 24’ Cavicchia |

| Arbitro: | Traini (San Benedetto del Tronto) |

|                                          |           |  |
| Di Luzio 6’ Tironi 64’ S. Testa 75’, 88’ | Marcatori |  |

| Arbitro: | Mozzillo (Reggio Emilia) |

|           |           |             |
| Landa 78’ | Marcatori | 59’ Palombi |

| Arbitro: | Montefiori (Ravenna) |

|                    |           |               |
| Sule 13’ Pinna 36’ | Marcatori | 30’ Marengoni |

| Arbitro: | Trombello (Como) |

|          |           |            |
| Landa 6’ | Marcatori | 44’ Moraca |

| Arbitro: | Brozzoni (Bergamo) |

|           |           |                               |
| Merli 47’ | Marcatori | 63’ Marchetti 75’ Battaglioli |

| Arbitro: | Gallorini (Arezzo) |

|                  |           |             |
| Picchi 5’ (aut.) | Marcatori | 15’ Veritti |

| Arbitro: | De Stefanis (Udine) |

|  |           |                                            |
|  | Marcatori | 3’ Ferin 15’ Distefano 77’ (rig.) Ferrario |

| Arbitro: | Dania (Milano) |

|  |           |                              |
|  | Marcatori | 41’ Pizzolato 48’ Montemezzo |

| Arbitro: | Dumitrascu (Finale Emilia) |

|                             |           |                 |
| Picchi 60’ Landa 90’ (rig.) | Marcatori | 56’, 58’ Fracas |

| Arbitro: | Lascaro (Matera) |

|  |           |                              |
|  | Marcatori | 42’ Landa 81’ (aut.) Asamoah |

| Arbitro: | Molinaro (Lamezia Terme) |

|                         |           |                                             |
| Saggion 6’ Cavallin 41’ | Marcatori | 4’ Tucceri Cimini 15’ Passeri 34’ Battelani |

| Arbitro: | Cerqua (Trieste) |

|                  |           |                                              |
| Dallagiacoma 89’ | Marcatori | 32’, 52’ Picchi 58’ (rig.) Landa 65’ Saggion |

| Arbitro: | Vincenzi (Bologna) |

|                                                                                |           |  |
| Cavallin 10’ Landa 25’ Marengoni 35’ Saggion 45’ Begal 65’, 69’ Montemezzo 82’ | Marcatori |  |

### Coppa Italia
| Arbitro: | Cipolloni (Foligno) |

|                 |           |  |
| Fracas 30’, 56’ | Marcatori |  |

## Statistiche

### Statistiche di squadra
| Competizione | Punti | In casa | In casa | In casa | In casa | In casa | In casa | In trasferta | In trasferta | In trasferta | In trasferta | In trasferta | In trasferta | Totale | Totale | Totale | Totale | Totale | Totale | DR  |
| Competizione | Punti | G       | V       | N       | P       | Gf      | Gs      | G            | V            | N            | P            | Gf           | Gs           | G      | V      | N      | P      | Gf     | Gs     | DR  |
| ------------ | ----- | ------- | ------- | ------- | ------- | ------- | ------- | ------------ | ------------ | ------------ | ------------ | ------------ | ------------ | ------ | ------ | ------ | ------ | ------ | ------ | --- |
| Serie B      | 46    | 15      | 7       | 3       | 5       | 38      | 23      | 15           | 7            | 1            | 7            | 25           | 20           | 30     | 14     | 4      | 12     | 63     | 43     | +20 |
| Coppa Italia | -     | -       | -       | -       | -       | -       | -       | 1            | 0            | 0            | 1            | 0            | 2            | 1      | 0      | 0      | 1      | 0      | 2      | -2  |
| Totale       | -     | 15      | 7       | 3       | 5       | 38      | 23      | 16           | 7            | 1            | 8            | 25           | 22           | 31     | 14     | 4      | 13     | 63     | 45     | +18 |

### Andamento in campionato
| Giornata  | 1 | 2 | 3 | 4 | 5 | 6  | 7 | 8 | 9 | 10 | 11 | 12 | 13 | 14 | 15 | 16 | 17 | 18 | 19 | 20 | 21 | 22 | 23 | 24 | 25 | 26 | 27 | 28 | 29 | 30 |
| --------- | - | - | - | - | - | -- | - | - | - | -- | -- | -- | -- | -- | -- | -- | -- | -- | -- | -- | -- | -- | -- | -- | -- | -- | -- | -- | -- | -- |
| Luogo     | C | T | C | T | C | T  | T | C | T | C  | T  | C  | T  | C  | T  | T  | C  | T  | C  | T  | C  | C  | T  | C  | T  | C  | T  | C  | T  | C  |
| Risultato | V | P | V | P | P | P  | V | P | V | V  | V  | V  | V  | V  | P  | P  | V  | P  | N  | P  | N  | P  | N  | P  | V  | N  | V  | P  | V  | V  |
| Posizione | 1 | 6 | 6 | 7 | 8 | 11 | 7 | 9 | 7 | 7  | 5  | 5  | 5  | 5  | 5  | 6  | 5  | 6  | 6  | 6  | 6  | 7  | 7  | 8  | 7  | 7  | 8  | 8  | 8  | 6  |

Legenda:

Luogo: C = Casa; T = Trasferta. Risultato: V = Vittoria; N = Pareggio; P = Sconfitta.

### Statistiche delle giocatrici
| Giocatore       | Serie B  | Serie B | Serie B     | Serie B    | Coppa Italia | Coppa Italia | Coppa Italia | Coppa Italia | Totale   | Totale | Totale      | Totale     |
| Giocatore       | Presenze | Reti    | Ammonizioni | Espulsioni | Presenze     | Reti         | Ammonizioni  | Espulsioni   | Presenze | Reti   | Ammonizioni | Espulsioni |
| --------------- | -------- | ------- | ----------- | ---------- | ------------ | ------------ | ------------ | ------------ | -------- | ------ | ----------- | ---------- |
| B.G. Bardin     | 6        | 0       | 0           | 0          | 1            | 0            | 0            | 0            | 7        | 0      | 0           | 0          |
| A. Begal        | 25       | 5       | 2           | 0          | 1            | 0            | 0            | 0            | 26       | 5      | 2           | 0          |
| V. Beka         | 8        | -16     | 0           | 0          | -            | -            | -            | -            | 8        | -16    | 0           | 0          |
| M. Buttè        | -        | -       | -           | -          | -            | -            | -            | -            | -        | -      | -           | -          |
| C. Capecchi     | 19       | -24     | 1           | 0          | 0            | 0            | 0            | 0            | 19       | -24    | 1           | 0          |
| C. Cavallin     | 30       | 9       | 0           | 0          | 1            | 0            | 0            | 0            | 31       | 9      | 0           | 0          |
| E. Crespi       | 3        | 0       | 1           | 0          | -            | -            | -            | -            | 3        | 0      | 1           | 0          |
| M. Di Staso     | 3        | 0       | 0           | 0          | -            | -            | -            | -            | 3        | 0      | 0           | 0          |
| F. Fernandez    | 26       | 1       | 5           | 0          | 1            | 0            | 0            | 0            | 27       | 1      | 5           | 0          |
| M. Filippo      | 8        | 0       | 0           | 0          | 0            | 0            | 0            | 0            | 8        | 0      | 0           | 0          |
| I. Gattuso      | 14       | 0       | 1           | 0          | 0            | 0            | 0            | 0            | 14       | 0      | 1           | 0          |
| S. Ketiš        | 27       | 1       | 1           | 0          | 1            | 0            | 0            | 0            | 28       | 1      | 1           | 0          |
| S. Landa        | 23       | 9       | 3           | 0          | 1            | 0            | 1            | 0            | 24       | 9      | 4           | 0          |
| A. Marengoni    | 30       | 2       | 3           | 0          | 1            | 0            | 0            | 0            | 31       | 2      | 3           | 0          |
| S. Masciantonio | 1        | 0       | 0           | 0          | -            | -            | -            | -            | 1        | 0      | 0           | 0          |
| C. Merli        | 15       | 3       | 2           | 0          | 1            | 0            | 0            | 0            | 16       | 3      | 2           | 0          |
| N. Micciarelli  | 26       | 0       | 7           | 1          | 1            | 0            | 0            | 0            | 27       | 0      | 7           | 1          |
| M. Montemezzo   | 27       | 2       | 2           | 0          | 1            | 0            | 0            | 0            | 28       | 2      | 2           | 0          |
| G. Morena       | 1        | 0       | 0           | 0          | -            | -            | -            | -            | 1        | 0      | 0           | 0          |
| A. Pantano      | 2        | 0       | 0           | 0          | 1            | 0            | 1            | 0            | 3        | 0      | 1           | 0          |
| V. Pasini       | -        | -       | -           | -          | -            | -            | -            | -            | -        | -      | -           | -          |
| L. Perin        | 15       | 3       | 4           | 0          | 1            | 0            | 0            | 0            | 16       | 3      | 4           | 0          |
| R. Picchi       | 29       | 15      | 4           | 0          | 1            | 0            | 0            | 0            | 30       | 15     | 4           | 0          |
| M. Pizzolato    | 27       | 2       | 2           | 0          | 1            | 0            | 0            | 0            | 28       | 2      | 2           | 0          |
| V. Romano       | 3        | 0       | 1           | 0          | 0            | 0            | 0            | 0            | 3        | 0      | 1           | 0          |
| C. Saggion      | 18       | 3       | 0           | 0          | -            | -            | -            | -            | 18       | 3      | 0           | 0          |
| E. Salamon      | -        | -       | -           | -          | -            | -            | -            | -            | -        | -      | -           | -          |
| M. Sechi        | 9        | 3       | 1           | 0          | -            | -            | -            | -            | 9        | 3      | 1           | 0          |
| V. Soggiu       | 3        | -2      | 0           | 0          | 1            | -2           | 0            | 0            | 4        | -4     | 0           | 0          |
| G. Solinas      | 2        | 0       | 0           | 0          | -            | -            | -            | -            | 2        | 0      | 0           | 0          |
| S. Tonelli      | 21       | 1       | 1           | 0          | 1            | 0            | 0            | 0            | 22       | 1      | 1           | 0          |
| F. Veritti      | 24       | 1       | 6           | 1          | -            | -            | -            | -            | 24       | 1      | 6           | 1          |